# Wallenhorst
Wallenhorst est une municipalité allemande du land de Basse-Saxe et l'arrondissement d'Osnabrück.